# ۴۴۸ (میلادی)
۴۴۸ (میلادی) چهارصد و چهل و هشتمین سال تقویم میلادی است.

## درگذشتگان
‎